# Sonia Prina

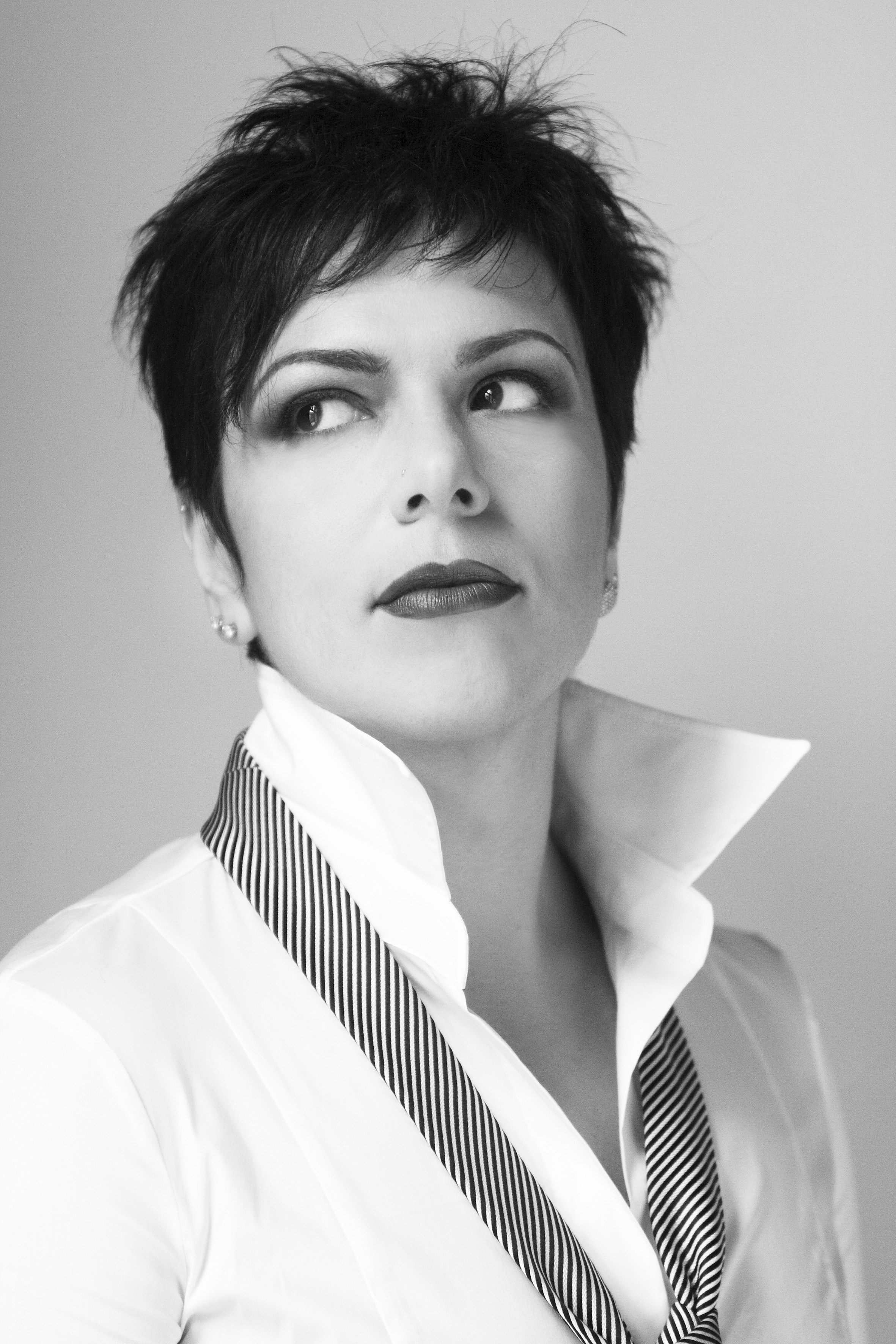
Sonia Prina

Sonia Prina (geboren am 30. November 1975 in Magenta) ist eine italienische Opernsängerin im Stimmfach Alt. Sie ist vor allem für ihre Vivaldi- und Händel-Interpretationen bekannt.

## Leben und Werk
Prina studierte am Conservatorio Giuseppe Verdi in Mailand Trompete und Gesang. Nachdem sie beide Fächer erfolgreich abgeschlossen hatte, widmete sie sich ganz dem Gesang. 23-jährig debütierte sie als Rosina – an der Seite von Juan Diego Flórez – am Teatro alla Scala in Mailand. Im Jahr 2000 sang sie in Cremona den Smeton in Donizettis Anna Bolena.
Schnell etablierte sich die Künstlerin als gefragte Interpretin des Barockrepertoires, gastierte mit Originalklang-Ensembles, wie Accademia Bizantina, Il Giardino Armonico, Le Concert d’Astrée, dem Kammerorchester Basel oder dem Ensemble Matheus in ganz Europa, Südamerika und Japan. Bei den Salzburger Festspielen gastierte Prina 2003 konzertant in Händels  Aci, Galatea e Polifemo und 2006 szenisch in der Titelpartie von Mozarts Ascanio in Alba. Am Théâtre du Châtelet verkörperte sie die Clarice in Rossinis La pietra del paragone, am Théâtre des Champs-Élysées übernahm sie die Cornelia im Giulio Cesare in Egitto mit Andreas Scholl in der Titelrolle,  an der Scala war sie als Rinaldo zu sehen und zu hören. Zu ihrem Repertoire zählen auch der Tolomeo, der Ottone in L’incoronazione di Poppea, die Penelope in Il ritorno d’Ulisse in patria und der Polinesso in Ariodante, den sie in Barcelona und San Francisco sang.
Am Theater an der Wien ist die Sängerin seit 2007 Stammgast in konzertanten Aufführungen. Sie sang dort drei Vivaldi-Opern: die Mitrena in Motezuma (2007), die  Titelpartie im Farnace (2010) und die Marcia in Catone in Utica (2011). Außerdem war sie in vier Händel-Opern zu hören: als Valentiniano im Ezio (2009), als Carilda in Arianna in Creta und in der Titelpartie des Amadigi di Gaula (beide 2013) und schließlich in der Titelpartie des Admeto, re di Tessaglia (2014).
Neben konzertanten Aufführungen gestaltete sie auch szenisch zahlreiche Rollen – 2008 den Händelschen Orlando am Sydney Opera House und den Tamerlano an der Bayerischen Staatsoper in München, 2009 die Partenope beim Festival Internacional de Santander, 2010 Vivaldis Orlando furioso an der Frankfurter Oper, dirigiert von Andrea Marcon, inszeniert von David Bösch, die Amastre in Serse an der Houston Grand Opera, den Ottone bei den Festwochen der Alten Musik in Innsbruck sowie Händels Orlando mit Emmanuelle Haïm am Pult in Lille, Paris und Dijon, 2011 den Smeton in Donizettis Anna Bolena am Teatro Liceu in Barcelona, die Titelrolle im Giulio Cesare in Egitto in Ferrara, Modena, Ravenna und Bremen sowie den Rinaldo beim Glyndebourne Festival Opera. Im Jahr 2012 war sie als Goffredo im Rinaldo an der Lyric Opera of Chicago, als Bradamante in Alcina in Bordeaux, als Artabano im Artaserse beim Festival della Valle d’Itria von Martina Franca und in drei kleineren Rollen in Ravels L’enfant et les sortilèges in Palermo zu sehen und zu hören. Die Künstlerin trat auch am Barbican Centre in London, im La Fenice Venedigs, im Teatro di San Carlo in Neapel und im Teatro Real von Madrid auf. In London sang sie in Rodelinda, in Rom im Lucio Silla.
Substantielle persönliche Erfolge erlangte Prina 2013 als Rinaldo in einer Jens-Daniel-Herzog-Inszenierung an der Zürcher Oper, als Tamiri im Farnace beim Maggio Musicale Fiorentino, sowie als Ezio in Glucks Vertonung an der Frankfurter Oper.

## Auszeichnungen
- 2012 ECHO Klassik für Ezio

## Diskographie (Auswahl)
- Händel: Alcina. DG/Archiv 477 7374 (2007): Joyce DiDonato (Alcina), Maite Beaumont (Ruggiero), Karina Gauvin (Morgana), Sonia Prina (Bradamante), Kobie van Rensburg (Oronte), Vito Priante (Melisso), Laura Cherici (Oberto). Il complesso barocco; Dir. Alan Curtis (DVD)
- Händel: Alcina. Farao Classics S 108080 (2007): Anja Harteros (Alcina), Vesselina Kasarova (Ruggiero), Veronica Cangemi (Morgana), Sonia Prina (Bradamante), John Mark Ainsley (Oronte), Christopher Purves (Melisso), Deborah York (Oberto). Bayerisches Staatsorchester; Dir. Ivor Bolton (CD, DVD 190 min)
- Händel: Ezio. Archiv Produktion 477 8073 (2008): Ann Hallenberg (Ezio), Karina Gauvin (Fulvia), Sonia Prina (Valentiniano), Marianne Andersen (Onoria), Anicio Zorzi Giustiniani (Massimo), Vito Priante (Varo). Il complesso barocco; Dir. Alan Curtis (187 min)
- Händel: Lotario. Deutsche Harmonia Mundi 82876587972 (2004): Sara Mingardo (Lotario), Simone Kermes (Adelaide), Steve Davislim (Berengario), Hillary Summers (Matilde), Sonia Prina (Idelberto), Vito Priante (Clodomiro). II Complesso Barocco; Dir. Alan Curtis (gekürzte Fassung, 157 min)
- Händel: Rodelinda. Archiv Produktion 00289 477 5391 (2004): Simone Kermes (Rodelinda), Marijana Mijanovic (Bertarido), Steve Davislim (Grimoaldo), Sonia Prina (Eduige), Marie-Nicole Lemieux (Unulfo), Vito Priante (Garibaldo). Il complesso barocco; Dir. Alan Curtis
- Vivaldi: Farnace, Fassung für Venedig 1727 – mit Einsprenkelungen aus der Vertonung desselben Stoffes durch Francesco Corselli für Madrid 1739. AliaVox AV9822 (2002, 3 CDs): Furio Zanasi (Farnace), Adriana Fernández (Berenice), Sara Mingardo (Tamiri), Gloria Banditelli (Selinda), Sonia Prina (Pompeo), Cinzia Forte (Gilade), Fulvio Bettini (Aquilio), Chor des Teatro de la Zarzuela unter Leitung von Antonio Fauro, Le Concert des Nations, Dir. Jordi Savall, Mitschnitt aus dem  Madrider Teatro de la Zarzuela.

Weiters:
- Glucks Ezio
- Händels Il trionfo del Tempo e del Disinganno
- Händels La Resurrezione

- Monteverdis L’Orfeo

- Vivaldis Ottone in villa
- eine CD mit Arien von Antonio Vivaldi

## Nachweise
1. ↑  Alexander Weatherson: Anna Bolena riconosciuta. donizettisociety.com, 2001, abgerufen am 11. März 2014.
2. ↑  When did Scholl sing at...? andreasschollsociety.org, 2010, abgerufen am 12. März 2014.
3. ↑  Orlando furioso. Oper Frankfurt, 2010, archiviert vom Original am 18. Juli 2011; abgerufen am 12. März 2014.
4. ↑  Roland ein Italo-Rocker. op-online.de, 16. Februar 2010, abgerufen am 12. März 2014.
5. ↑  Sonia Prina. Houston Grand Opera, 2010, archiviert vom Original am 6. Juli 2010; abgerufen am 12. März 2014.
6. ↑  Stefan Schicksals: Zuckerbrot statt Peitsche, Frankfurter Rundschau, 12. November 2013

| Personendaten    | Personendaten                    |
| ---------------- | -------------------------------- |
| NAME             | Prina, Sonia                     |
| KURZBESCHREIBUNG | italienische Opernsängerin (Alt) |
| GEBURTSDATUM     | 30. November 1975                |
| GEBURTSORT       | Magenta                          |